# 프랭크 루미스
프랭크 파머 루미스 주니어(Frank Farmer Loomis, Jr., 1896년 8월 22일 ~ 1971년 4월 4일)는 미국의 육상 선수이자, 1920년 안트베르펜 올림픽 400m 허들 금메달리스트이다.
미네소타주 세인트 폴에서 태어나 플로리다주 타폰 스프링스에서 사망하였다.
2회의 AAU 220 야드 허들(1917, 1918)과 1회의 440 야드 허들(1920)을 우승하였어도, 올림픽에서 주요한 우승 후보는 2달 전에 세계 신기록 54.2초를 세운 존 노턴이었다. 그럼에 불구하고 루미스는 400m 허들 결승전에서 세계 신기록 54.0초를 세워 노턴을 0.6초 차이로 꺾고 쉽게 우승하였다.